# ジープ・フォワードコントロール
ジープ・フォワードコントロール（Jeep Forward Control）は、1956年から1965年までウィリス社 (Willys) とその後カイザー・ジープ社 (Kaiser Jeep) により生産されたキャブオーバー（フォワードコントロール）型のトラックである。本車はアメリカ合衆国外の数か国でも組み立てられた。

## 設計
1947年以来ほぼ変わらないままの多用途車を生産していたウィリス社では、1950年代の市場での競争の激化に伴い経営陣が近代的なキャブとボディを持つ新しいシリーズを開発することに決めた。設計者のブルック・スティーヴンス (Brooks Stevens) はデザイン的には大型のキャブオーバー型トラックに、機械機構的には既存のCJ-5に範を取った。エンジンはFヘッドとLヘッド 直列4気筒のハリケーン・エンジン (Hurricane engine) を搭載した。
キャブオーバー型モデルは主に官公庁、自治体、軍用向けに販売されたが、民間でも使用された。通常はピックアップトラック型の荷台を備えていたが、顧客には社外メーカーが供給する数多くの「ジープ公認」特製ボディが提供された。これらには単純な平荷台からレッカー車、ダンプカー、消防車の完成車までと幅広いモデルが取り揃えられていた。
最初期のミニバン型車の1台になったであろう「フォワードコントロール・コミューター」 (Forward Control Commuter) を含む提案がなされ、西ドイツのシュトゥットガルトに所在するロイター社で3台の実走行可能なコンセプトカーが製作された。ブルック・スティーヴンスは、このトラック用プラットフォームを乗用車に転換する構想も持っていた。

## FC-150
1956年に発売されたFC-150は、CJ-5の81 in (210 cm)のホイールベースに78 in (200 cm)の荷台を載せていた。1958年に新しい拡幅されたシャーシを与えられ、トレッドが48 in (120 cm)から57 in (140 cm)へと広がった。1958年のFC-150コンセプトは83.5 in (210 cm)のホイールベースに広げられたトレッド（これが量産型になった）を持ち、新しいT-98型4速マニュアルトランスミッション (MT) を備えていた。このモデルの全備重量は5,000 lb (2,300 kg)であった。

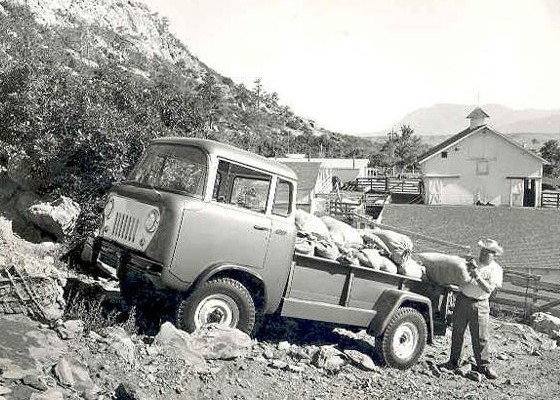
1957 年 ピックアップ型荷台のFC-170

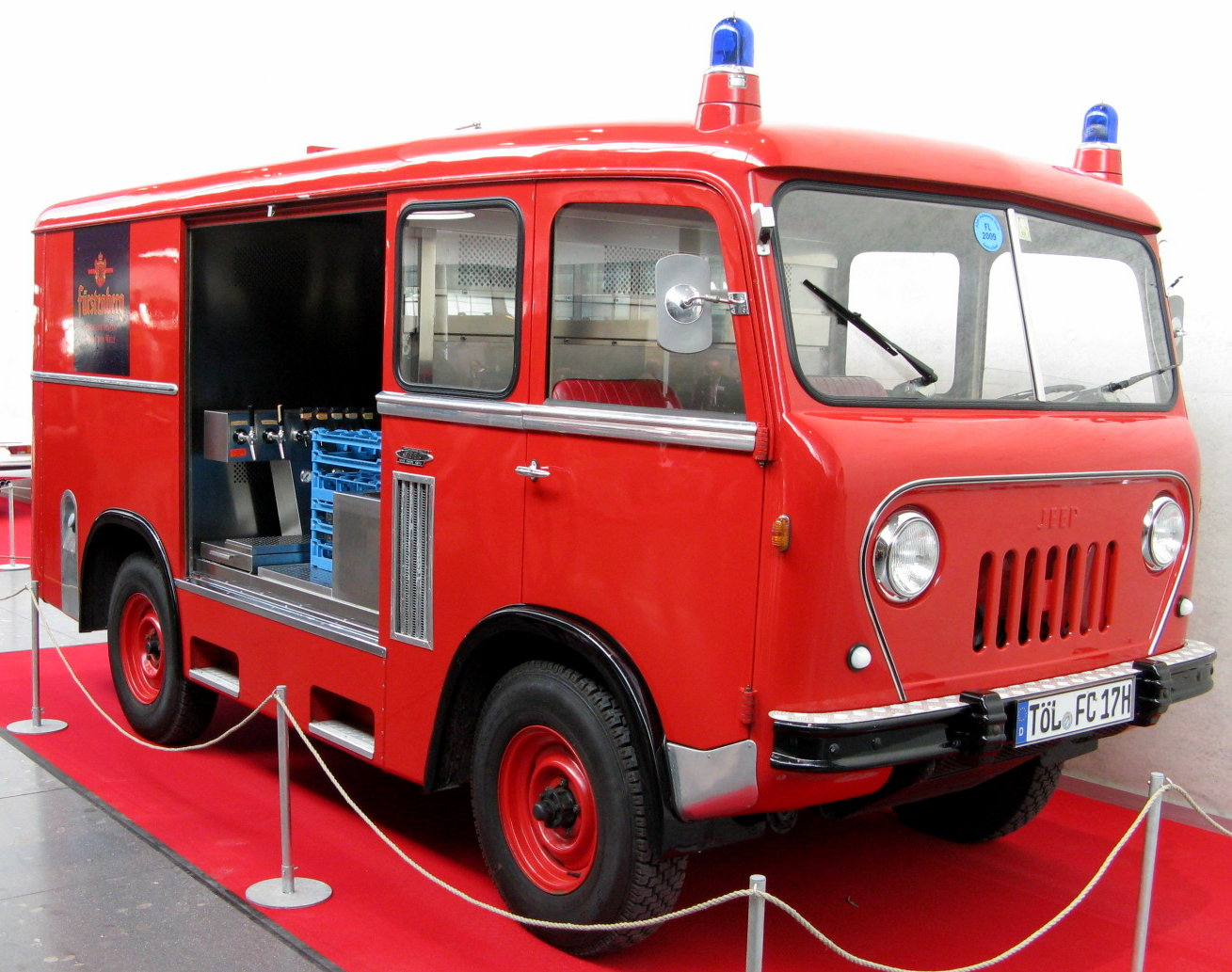
消防車両用バンボディのフォワードコントロール

## FC-170
1957年に発売されたFC-170は、103 in (260 cm)のホイールベースに108 in (270 cm)の荷台を載せていた。これはキャブオーバー型の配置により実現できた。1958年のFC-170コンセプトは108 in (270 cm)のホイールベースを持っていたが、これは新しい272 ci V型8気筒エンジン（フォード製Y-ブロックエンジンを基にしていた）に新しいトランスファーケースの組み合わせを必要とした。新しい3速オートマチックトランスミッション（フォード製クルーズ-O-マチックを基にしていた）は、プロペラシャフトの角度の問題から直列6気筒エンジンのみに装着できた。T-98型4速MTはV8と直6の双方のエンジンで選択できた。このモデルの全備重量は7,000 lb (3,200 kg)であった。

## FC-170 DRW
この車は1ショートトン (0.91 t)の120 in (300 cm)荷台付きで、後輪はダブルタイヤ仕様であった。これの全備重量は8,000 lb (3,600 kg)か9,000 lb (4,100 kg)。

## FC-180
FC-180はコンセプト・モデルという形で「1958 Projects - Product Engineering」と題されたウィリス社の企業案内の紙面に登場した。この車は本質的にはFC-170 DRWを引き延ばした（ホイールベースを103 inから120 inへ）もので、150 inの平荷台を持ち、エンジンは226 ci 直6スーパー・ハリケーンか272 ci V8から選択可、トランスミッションはT-98型4速MTか3速ATが選択可となっていた。このモデルの全備重量は10,000 lb (4,500 kg)であった。

## FC-190
FC-190もコンセプト・モデルという形で1957年に登場した。150 in (380 cm)のホイールベース、202 in (510 cm)の平荷台を持ち、後輪は2軸のダブルタイヤであった。T-98型MTが標準、ATはオプションで設定され、直6は搭載されずV8エンジンのみであった。FC-190はコスト低減を図るためにFC-170とFC-180の部品を使用していた。このモデルの全備重量は16,000 lb (7,300 kg)であった。

## 生産
FCは1956年11月29日に閉鎖回線式テレビ放送でジープのディーラーに披露され、同年12月にニューヨークで開催された国際自動車ショーで一般に公開された。FC-150は1956年12月12日にジープ・ディーラーのショールームでの販売が開始された。四輪駆動のFCに対する当初の反応は好評であり、最も販売台数が多かった年は9,738台が売れた1957年であった。1957年にFC-170が導入された後の1959年にはFC-150の販売台数は1,546台に落ち込んだが、1960年には4,925台に持ち直した。どちらのモデルもウィリス社が望んだような大きな販売にはならなかった。9年間の生産台数の合計は3万台を少し越えた台数であった。FCシリーズは1964年に廃止となった。

## 軍用仕様
民間で使用されるために製造された分とは別に軍用向けに4モデルのフォワードコントロールも生産された。
- M676 – 基本的には小改造を施された民間向けFC
- M677 – 4ドアのダブルキャブに天蓋付き荷台
- M678 – バンボディのFC
- M679 - 救急車用装備を取り付けたM678

## 非USAモデル
FCモデルの多数の派生型（ほとんどが米国内では販売されなかった）が、ウィリス・オーバーランド社 (Willys-Overland)、カイザー・ジープ (Kaiser Jeep) 、アメリカン・モーターズといった代々のジープの所有社との間の契約の下で数か国で生産された。

### インド
インドのボンベイ（ムンバイ）に所在するマヒンドラ&マヒンドラ社は、1947年からジープ車のコンプリート・ノックダウン (CKD) を始めて自動車産業に参入した。インドでのFC-150の生産は1965年に始まり、後にFC-170や独自の中間サイズのFC-160といった国内市場向けモデルが拡充された。
93 in (240 cm)のホイールベースを使用していたFC-160（と後のFJ-160）は、マヒンドラ製かその他の架装メーカー製のピックアップ荷台が選択できた。1970年代には「カウルとシャーシのみ」のFC-160は、ミニバス、救急車やその他のボディ形式を架装するベース車として一般的であり、ほとんどは基本的にFCの顔周りのままであった。マヒンドラ製のFC-160ピックアップトラックの生産は1999年の夏に終了した。
FC-260 ディーゼル小型トラックは1975年に発売された。当時のマヒンドラ製FJ-460（1983年発売）とFJ-470バンとミニバスは、オリジナルのフォワードコントロールと同じフロントグリル構成を保持していた。これらは運転手に加え11から15名の乗客を乗せることができた。

### スペイン
1960年代にカイザー・ウィリス社はVIASA (Vehículos Industriales y Agrícolas, S.A.) にジープ車のライセンス生産権を与えた。1970年代終わりにVIASAはエブロ社（Ebro trucks：モトール・イベリカの一部門）に吸収された。ジープのシャーシを使用して生産された商用トラックの「SV」シリーズは、米国のFCとほぼ同様のモデルであった。このユニークなイベリア半島製モデルには、カンペアドール（Campeador：1トン・ピックアップ）、デュプレックス（Duplex：ダブルキャブ・ピックアップ）、フルゴン（Furgon：1トン・バン）、トレド（Toledo：9名乗りバン）といったモデルが用意されていた。エンジンは、ウィリス製の直列6気筒ハリケーンかパーキンス製 (Perkins) 直列4気筒ディーゼルエンジンが選択できた。